# Vilma Dinkley
Vilma, illetve teljes nevén Vilma Dinkley a Rejtély Rt. tagjaként először a Scooby-Doo, merre vagy? első részében jelent meg, majd később a legtöbb spin-offban is szerepet kapott.

## A karakter leírása
Vilma eredetileg a csapat esze, aki állandóan és élvezettel tanul és a legnagyobb könyvmoly a csapatban. Szemüvegének állandó eltűnésével vált ismertté. Később sem módosult Vilma személyisége, habár a Mizújs, Scooby-Doo?-ban és a Scooby-Doo Cartoon Networkös élőszereplős filmekben kissé bolondossá vált, de különösebb módosítás nem esett személyiségén.
Vilma eredetileg narancssárga blúzt, piros szoknyát és térdzoknit visel. Vastagkeretes szemüvege és barna haja van. Ő az egyetlen a Rejtély Rt.-ből, akinek külsején szinte semmit nem változtattak soha. A korai-rendezett-videofilmekben sem, pedig mindenkin esett valamilyen módosítás. Egyedül szoknyájának a fazonján estek kisebb változtatások.

## A karakter megjelenése

### Sorozatok
- Scooby-Doo, merre vagy? (1969–1970)
- Scooby-Doo újabb kalandjai (1972–1973)
- A Scooby-Doo-show (1976–1978)
- Scooby-Doo és Scrappy-Doo (25 perces változat) (1979–1980)
- Az új Scooby-Doo és Scrappy-Doo-show (1983–1984) (vendég szereplő)
- Scooby-Doo, a kölyökkutya (1988–1991)
- Johnny Bravo (1997–2004) (vendég szereplő)
- Mizújs, Scooby-Doo? (2002–2005)
- Bozont és Scooby-Doo (2006–2008) (vendégszereplő)
- Scooby-Doo: Rejtélyek nyomában (2010–2013)
- Csak lazán, Scooby-Doo! (2015–2018)
- Scooby-Doo és (sz)társai (2019–jelen)

### Egész estés rajzfilmek és élőszereplős filmek
- Scooby-Doo Hollywoodba megy (1979)
- 1998-tól napjainkig az összes egész estés rajzfilmekben és élőszereplős filmekben.

## A karakter háttere
Vilmát általában egy rendkívül intelligens fiatal nőnek ábrázolják, nagyobb érdeklődést fordít a tudománynak (ami a Scooby-Doo és Scrappy-Doo sorozat vezeti le, hogy folytassa a karrierjét, mint a NASA kutatója). A Scooby-Doo! Abrakadabra! című rajzfilmben, Madelyn, Vilma húga úgy írja le, hogy "egy rejtélykönyvvel született a kezében." Általában Vilma oldja meg a rejtélyeket, néha Fred és Diána segítségével.
Ha Scooby és Bozont túlságosan fél, akkor Vilma gyakran megvesztegeti őket Scooby kedvenc eledelével, néhány Scooby Snackkel, hogy a gonosztevők nyomába induljanak. Az ő szavajárása a következők: "Apám!", valamint "A szemüvegem! Nem látok a szemüvegem nélkül!"

## Kapcsolatok
Bár Vilma csak a tudománynak él, Patrick iránt (a filmben megjelenő múzeum tulajdonosa) már több szeretet és érdeklődést mutat mutat, az élőszereplős Scooby-Doo 2. – Szörnyek póráz nélkül című filmben, de a cselekmény egy szakaszán ellenszenvesen viselkedik vele, mivel őt sejti a támadások mögött.
Vilma és Bozont között soha nem volt nagy érdeklődés, egészen Scooby-Doo: Rejtélyek nyomában című rajzfilm sorozat és a Scooby-Doo és a tavi szörny átka című élőszereplős filmig, ám végül mindig csak barátok maradtak.
Scooby-Doo és a fantoszaurusz rejtélye című rajzfilmben, Vilma szerelme Winsor volt. Vilma ekkor életében először még ki is sminkelte magát. Nem foglalkozott semmi mással, egészen addig míg ki nem derült, hogy köze van a bűntényhez. A végén kiábrándult a srácból.

## Rokonok
- Dale és Angie Dinkley: Vilma szülei
- Madelyn Dinkley: Vilma húga
- Meg néni és bácsi Evan: Vilma nagynénje és nagybátyja
- Marcy: Vilma unokatestvére

## Szinkronhangjai, megszemélyesítői

### Megszemélyesítője
- Linda Cardellini (Scooby-Doo – A nagy csapat, 2002 / Scooby-Doo 2. – Szörnyek póráz nélkül, 2004)
- Lauren Kennedy (Fiatal Vilma, Scooby-Doo 2. – Szörnyek póráz nélkül, 2004)
- Hayley Kiyoko (Scooby-Doo! Az első rejtély, 2009 / Scooby-Doo és a tavi szörny átka, 2010)
- Sarah Gilman (Diána és Vilma, 2018)

### Eredeti szinkronhangok
- Nicole Jaffe (1969–1973 / Scooby-Doo és a vámpír legendája, 2003 / Scooby-Doo és a mexikói szörny, 2003)
- Pat Stevens (1976–1979)
- Marla Frumkin (Scooby-Doo és Scrappy-Doo (12–16. epizód), 1979 / Az új Scooby-Doo és Scrappy-Doo-show, 1984)
- Christina Lange (Scooby-Doo, a kölyökkutya, 1988–1991)
- B.J. Ward (1997–2002)
- Mindy Cohn (2002–2015)
- Bets Malone (Énekhang, Scooby-Doo! Vámpírmusical, 2012)
- Stephanie D'Abruzzo (Scooby-Doo! A rejtélyes térkép, 2013)
- Kate Micucci (2015–jelen)
- Trisha Gum (A Lego-kaland 2., 2019)
- Gina Rodriguez (Scooby!, 2020)
- Ariana Greenblatt (Fiatal Vilma, Scooby!, 2020)
- Mindy Kaling (Vilma (televíziós sorozat), 2023-)

### Magyar szinkronhangok
- Madarász Éva (1998–jelen)
- Törtei Tünde (2007-ben, a Johnny Bravo Szellemes történetek című rész, 2. szinkronjában)
- Laudon Andrea (Scooby-Doo, a kölyökkutya, 2012 / 2020-ban, az Odaát ScoobyNatural (Scooby-Doo és a Winchester fivérek) című részében)
- Kelemen Kata (Lego Scooby-Doo – Tajték-parti bingóparti, 2017)
- Kokas Piroska (A Lego-kaland 2., 2019)
- Staub Viktória (Diána és Vilma, 2019)
- Andrádi Zsanett (Énekhang, Scooby-Doo és (sz)társai, 2020)
- Dolmány-Bogdányi Korina (Fiatal Vilma, Scooby!, 2020)